# Menecles d'Alabanda
Menecles d'Alabanda (en llatí Menecles, en grec Μενεκλῆς) va ser un retòric grec de la ciutat d'Alabanda a Cària, que va viure a la primera meitat del segle i aC, poc abans de l'època de Ciceró.
Va ensenyar retòrica a  Rodes juntament amb el seu germà Hièrocles, on Marc Antoni l'orador els va escoltar cap a l'any 94 aC. Va pertànyer a l'escola d'eloqüència asiàtica o florida, que es distingia més per la pompa i la dicció elegant i precisa que per la precisió del pensament. Ciceró menciona a Menecles i el seu germà com a retòrics d'altíssima reputació i imitats per tota Àsia.